# Ministr kolonií Spojeného království
Ministr kolonií Spojeného království (anglicky: Secretary of State for the Colonies, případně jednoduše Colonial Secretary) byl ministr britské vlády zodpovědný za řízení různých britských kolonií. Tato funkce byla zřízena v roce 1768 z důvodu rostoucích problémů v severoamerických koloniích. Dříve spadala správa kolonií pod resort ministra pro jižní oblasti (Secretary of State for the Southern Department) zodpovědného za jižní Anglii, Wales, Irsko, americké kolonie a vztahy s katolickými a muslimskými státy Evropy.
V roce 1782 byla funkce po ztrátě amerických kolonií zrušena a administrativa byla přesunuta pod působnost ministra vnitra, toho času lorda Sydneyho. V roce 1794 vznikl nový úřad s názvem ministerstvo války, které získalo do své působnosti kolonie a v roce 1801 bylo přejmenováno na ministerstvo války a kolonií. V roce 1854 došlo v důsledky vojenské reformy k oddělení obou oblastí, vzniku samostatného úřadu a funkce ministra kolonií, jímž se jako první stal George Grey.
Až do roku 1925, kdy vznikla funkce ministra pro dominia, zodpovídal ministr kolonií za všechny britské kolonie a dominia, s výjimkou Indie, která měla vlastního ministra. V důsledku osamostatnění většiny britských kolonií došlo v roce 1966 k zahrnutí administrativy ministra kolonií pod nově zřízené ministerstvo pro Britské společenství národů. O rok později pak bylo ministerstvo kolonií zrušeno.

## Ministři kolonií, 1768–1782
| jméno                                | portrét | nastoupil do úřadu | opustil úřad       |
| ------------------------------------ | ------- | ------------------ | ------------------ |
| Wills Hill, 1. hrabě z Hillsboroughu |         | 27. února 1768     | 27. srpna 1772     |
| William Legge, 2. hrabě z Dartmouthu |         | 27. srpna, 1772    | 10. listopadu 1775 |
| lord George Sackville–Germain        |         | 10. listopadu 1775 | únor 1782          |
| Welbore Ellis                        |         | únor 1782          | 8. března 1782     |

## Ministři kolonií, 1854–1903
| jméno                                                 | portrét           | nastoupil do úřadu | opustil úřad       | politická strana              | ministerský předseda    |
| ----------------------------------------------------- | ----------------- | ------------------ | ------------------ | ----------------------------- | ----------------------- |
| Sir George Grey                                       |                   | 12. června 1854    | 8. února 1855      | Whigové (Coalition)           | Earl of Aberdeen        |
| Sidney Herbert                                        |                   | 8. února 1855      | 23. února 1855     | Whigové                       | Viscount Palmerston     |
| John Russell                                          |                   | 23. února 1855     | 21. července 1855  | Whigové                       | Viscount Palmerston     |
| Sir William Molesworth, Bt                            |                   | 21. července 1855  | 21. listopadu 1855 | Whigové                       | Viscount Palmerston     |
| Henry Labouchere                                      |                   | 21. listopadu 1855 | 21. února 1858     | Whigové                       | Viscount Palmerston     |
| Lord Edward Stanley                                   |                   | 26. února 1858     | 5. června 1858     | Konzervativní strana          | Earl of Derby           |
| Sir Edward Bulwer-Lytton, Bt                          |                   | 5. června 1858     | 11. června 1859    | Konzervativní strana          | Earl of Derby           |
| Henry Pelham-Clinton, 5. vévoda z Newcastle           |                   | 18. června 1859    | 7. dubna 1864      | Liberální strana              | Viscount Palmerston     |
| Edward Cardwell                                       |                   | 7. dubna 1864      | 26. června 1866    | Liberální strana              | Viscount Palmerston     |
| Edward Cardwell                                       | John Russell      | 7. dubna 1864      | 26. června 1866    | Liberální strana              |                         |
| Henry Herbert, 4. hrabě z Carnarvonu                  |                   | 6. července 1866   | 8. března 1867     | Konzervativní strana          | Earl of Derby           |
| Richard Grenville, 3. vévoda z Buckinghamu a Chandosu |                   | 8. března 1867     | 1. prosince 1868   | Konzervativní strana          | Earl of Derby           |
| Richard Grenville, 3. vévoda z Buckinghamu a Chandosu | Benjamin Disraeli | 8. března 1867     | 1. prosince 1868   | Konzervativní strana          |                         |
| Granville Leveson-Gower, 2. hrabě Granville           |                   | 9. prosince 1868   | 6. července 1870   | Liberální strana              | William Ewart Gladstone |
| John Wodehouse, 1. hrabě z Kimberley                  |                   | 6. července 1870   | 17. února 1874     | Liberální strana              | William Ewart Gladstone |
| Henry Herbert, 4. hrabě z Carnarvonu                  |                   | 21. února 1874     | 4. února 1878      | Konzervativní strana          | Benjamin Disraeli       |
| Sir Michael Hicks-Beach                               |                   | 4. února 1878      | 21. dubna 1880     | Konzervativní strana          | Benjamin Disraeli       |
| John Wodehouse, 1. hrabě z Kimberley                  |                   | 21. dubna 1880     | 16. prosince 1882  | Liberální strana              | William Ewart Gladstone |
| Edward Stanley, 15. hrabě z Derby                     |                   | 16. prosince 1882  | 9. června 1885     | Liberální strana              | William Ewart Gladstone |
| Frederick Stanley                                     |                   | 24. června 1885    | 28. ledna 1886     | Konzervativní strana          | Marquess of Salisbury   |
| Granville Leveson-Gower, 2. hrabě Granville           |                   | 6. února 1886      | 20. července 1886  | Liberální strana              | William Ewart Gladstone |
| Edward Stanhope                                       |                   | 3. srpna 1886      | 14. ledna 1887     | Konzervativní strana          | Marquess of Salisbury   |
| The Lord Knutsford                                    |                   | 14. ledna 1887     | 11. srpna 1892     | Konzervativní strana          | Marquess of Salisbury   |
| George Robinson, 1. markýz z Riponu                   |                   | 18. srpna 1892     | 21. června 1895    | Liberální strana              | William Ewart Gladstone |
| George Robinson, 1. markýz z Riponu                   | Earl of Rosebery  | 18. srpna 1892     | 21. června 1895    | Liberální strana              |                         |
| Joseph Chamberlain                                    |                   | 29. června 1895    | 16. září 1903      | Liberálně unionistická strana | Marquess of Salisbury   |
| Joseph Chamberlain                                    | Arthur Balfour    | 29. června 1895    | 16. září 1903      | Liberálně unionistická strana |                         |

## Ministři kolonií, 1903–1966
| jméno                                    | portrét               | nastoupil do úřadu | opustil úřad       | politická strana              | ministerský předseda         |
| ---------------------------------------- | --------------------- | ------------------ | ------------------ | ----------------------------- | ---------------------------- |
| Alfred Lyttelton                         |                       | 11. října 1903     | 4. prosince 1905   | Liberálně unionistická strana | Arthur Balfour               |
| Victor Bruce, 9. hrabě z Elginu          |                       | 10. prosince 1905  | 12. dubna 1908     | Liberální strana              | Sir Henry Campbell-Bannerman |
| Robert Milnes-Crewe, 1. markýz Crewe     |                       | 12. dubna 1908     | 3. listopadu 1910  | Liberální strana              | H. H. Asquith                |
| Lewis Harcourt                           |                       | 3. listopadu 1910  | 25. května 1915    | Liberální strana              | H. H. Asquith                |
| Andrew Bonar Law                         |                       | 25. května 1915    | 10. prosince 1916  | Konzervativní strana          | H. H. Asquith                |
| Walter Long                              |                       | 10. prosince 1916  | 10. ledna 1919     | Konzervativní strana          | David Lloyd George           |
| The Viscount Milner                      |                       | 10. ledna 1919     | 13. února 1921     | Liberální strana              | David Lloyd George           |
| Winston Churchill                        |                       | 13. února 1921     | 19. října 1922     | Liberální strana              | David Lloyd George           |
| Victor Cavendish, 9. vévoda z Devonshire |                       | 24. října 1922     | 22. ledna 1924     | Konzervativní strana          | Andrew Bonar Law             |
| Victor Cavendish, 9. vévoda z Devonshire | Stanley Baldwin       | 24. října 1922     | 22. ledna 1924     | Konzervativní strana          |                              |
| James Henry Thomas                       |                       | 22. ledna 1924     | 3. listopadu 1924  | Labouristická strana          | Ramsay MacDonald             |
| Leo Amery                                |                       | 6. listopadu 1924  | 4. června 1929     | Konzervativní strana          | Stanley Baldwin              |
| The Lord Passfield                       |                       | 7. června 1929     | 24. srpna 1931     | Labouristická strana          | Ramsay MacDonald             |
| James Henry Thomas                       |                       | 25. srpna 1931     | 5. listopadu 1931  | Národní labouristé            | Ramsay MacDonald             |
| Sir Philip Cunliffe-Lister               |                       | 5. listopadu 1931  | 7. června, 1935    | Konzervativní strana          | Ramsay MacDonald             |
| Malcolm MacDonald                        |                       | 7. června 1935     | 22. listopadu 1935 | Národní labouristé            | Stanley Baldwin              |
| James Henry Thomas                       |                       | 22. listopadu 1935 | 22. května 1936    | Národní labouristé            | Stanley Baldwin              |
| Sir William Ormsby-Gore                  |                       | 28. května 1936    | 16. května 1938    | Konzervativní strana          | Stanley Baldwin              |
| Sir William Ormsby-Gore                  | Neville Chamberlain   | 28. května 1936    | 16. května 1938    | Konzervativní strana          |                              |
| Malcolm MacDonald                        |                       | 16. května 1938    | 12. května 1940    | Národní labouristé            |                              |
| The Lord Lloyd                           |                       | 12. května 1940    | 8. února 1941      | Konzervativní strana          | Winston Churchill            |
| Lord Moyne                               |                       | 8. února 1941      | 22. února 1942     | Konzervativní strana          | Winston Churchill            |
| Robert Cecil, vikomt Cranborne           |                       | 22. února 1942     | 22. listopadu 1942 | Konzervativní strana          | Winston Churchill            |
| Oliver Stanley                           |                       | 22. listopadu 1942 | 26. července 1945  | Konzervativní strana          | Winston Churchill            |
| George Hall                              |                       | 3. srpna 1945      | 4. října 1946      | Labouristická strana          | Clement Attlee               |
| Arthur Creech Jones                      |                       | 4. října 1946      | 28. února 1950     | Labouristická strana          | Clement Attlee               |
| Jim Griffiths                            |                       | 28. února 1950     | 26. října 1951     | Labouristická strana          | Clement Attlee               |
| Oliver Lyttelton                         |                       | 28. října 1951     | 28. července 1954  | Konzervativní strana          | Sir Winston Churchill        |
| Alan Lennox-Boyd                         |                       | 28. července 1954  | 14. října 1959     | Konzervativní strana          | Sir Winston Churchill        |
| Alan Lennox-Boyd                         | Sir Anthony Eden      | 28. července 1954  | 14. října 1959     | Konzervativní strana          |                              |
| Alan Lennox-Boyd                         | Harold Macmillan      | 28. července 1954  | 14. října 1959     | Konzervativní strana          |                              |
| Iain Macleod                             |                       | 14. října 1959     | 9. října 1961      | Konzervativní strana          |                              |
| Reginald Maudling                        |                       | 9. října 1961      | 13. července 1962  | Konzervativní strana          |                              |
| Duncan Sandys                            |                       | 13. července 1962  | 16. října 1964     | Konzervativní strana          |                              |
| Duncan Sandys                            | Sir Alec Douglas-Home | 13. července 1962  | 16. října 1964     | Konzervativní strana          |                              |
| Anthony Greenwood                        |                       | 18. října 1964     | 23. prosince 1965  | Labouristická strana          | Harold Wilson                |
| The Earl of Longford                     |                       | 23. prosince 1965  | 6. dubna 1966      | Labouristická strana          | Harold Wilson                |
| Frederick Lee                            |                       | 6. dubna 1966      | 1. srpna 1966      | Labouristická strana          | Harold Wilson                |